# Emeus
Emeus is een monotypisch geslacht van uitgestorven ongeveer 1,5 meter hoge moa's uit het Pleistoceen van Nieuw-Zeeland. De enige soort is Emeus crassus. Deze werd uitgeroeid. 

## Beschrijving
Emeus was van gemiddelde grootte, 1,5 tot 1,8 meter hoog, half zo groot als de verwante Dinornis. Net als andere moa's had hij geen overblijfselen van vleugelbotten, haarachtige veren (beige in dit geval), een lange nek en grote, krachtige poten met zeer korte, sterke tarsi. Hij had ook een borstbeen zonder kiel en een kenmerkend verhemelte. Zijn voeten waren uitzonderlijk breed in vergelijking met andere moa's, waardoor het een zeer traag dier was. Zachte delen van zijn lichaam, zoals luchtpijpringen (kraakbeen) of resten van huid werden gevonden, evenals losse botten en complete skeletten. Naarmate ze dichter bij het hoofd kwamen, werden de veren korter, tot ze uiteindelijk veranderden in grove haarachtige veren; het hoofd zelf was waarschijnlijk kaal.

## Bereik en habitat
Oostelijke moa's leefden alleen op het Zuidereiland en in de laaglanden (bossen, graslanden, duingebieden en struikgewas). Menselijke kolonisten (met name de Māori, die hen 'moa mōmona' noemden) roeiden Emeus met relatief gemak uit. Net als alle moa's was hij rond het jaar 1500 verdwenen.

## Taxonomie
Toen de eerste exemplaren oorspronkelijk werden beschreven door Richard Owen, werden ze in het geslacht Dinornis geplaatst als drie verschillende soorten, maar later werden ze afgesplitst in hun eigen geslacht Emeus. Emeus crassus is momenteel de enige soort van Emeus, aangezien de andere twee soorten, Emeus casuarinus en Emeus huttonii nu worden beschouwd als synoniemen van Emeus crassus. Er is lang vermoed dat de soorten die beschreven zijn als Emeus huttonii en Emeus crassus respectievelijk mannetjes en vrouwtjes van één soort waren. Dit is bevestigd door analyse op geslachtsspecifieke DNA-markers van botmateriaal; de vrouwtjes van Emeus crassus waren 15 tot 25 procent groter dan de mannetjes. Dit fenomeen - dimorfie in grootte - is niet ongewoon bij loopvogels en is ook zeer uitgesproken bij kiwi's.